# Rue Aumont
La rue Aumont est une voie du 13e arrondissement de Paris, en France.

## Situation et accès

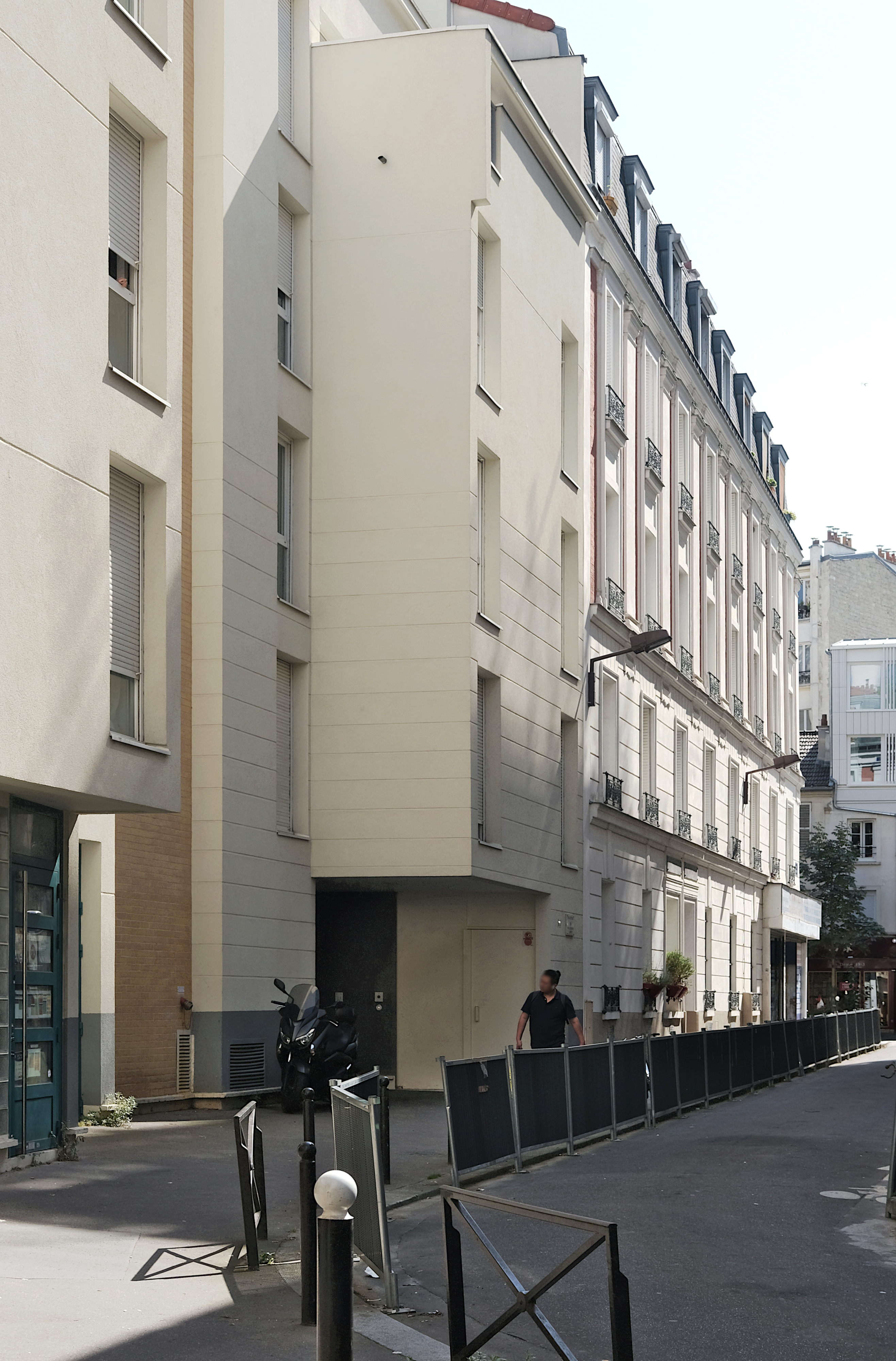
La rue vue en direction de l'avenue d'Ivry.

La rue Aumont est une voie publique située dans le 13e arrondissement de Paris. Elle débute au 125, rue de Tolbiac et se termine au 106, avenue d'Ivry.

## Origine du nom
Elle doit son nom à celui d'un ancien propriétaire local.

## Historique
La voie est ouverte et prend sa dénomination actuelle en 1894.  